# مبيض (نبات)
في النباتات المزهرة، المبيض هو جزء من العضو التناسلي الأنثوي للزهرة أو المتاع. وتحديداً، هو الجزء من المدقة الذي يحمل البويضة ويقع فوق أو تحت أو عند نقطة الاتصال مع قاعدة البتلات والسبلات. قد تتكون المدقة من كربلة واحدة أو من عدة كربلات مندمجة (على سبيل المثال، ثنائية الكربلة أو ثلاثية الكربلة)، وبالتالي يمكن أن يحتوي المبيض على جزء من كربلة واحدة أو أجزاء من عدة كربلات مندمجة. فوق المبيض يوجد القلم والوصمة، وهو المكان الذي تهبط فيه حبوب اللقاح وتنبت لتنمو إلى أسفل عبر القلم إلى المبيض، ولكل حبة لقاح فردية، لتخصيب بويضة واحدة فردية. بعض الزهور الملقحة بواسطة الرياح لها مبايض مخفضة ومعدلة بشكل كبير.